# Breeze Airways
Breeze Airways ist eine US-amerikanische Fluggesellschaft mit Sitz in Cottonwood Heights.

## Geschichte

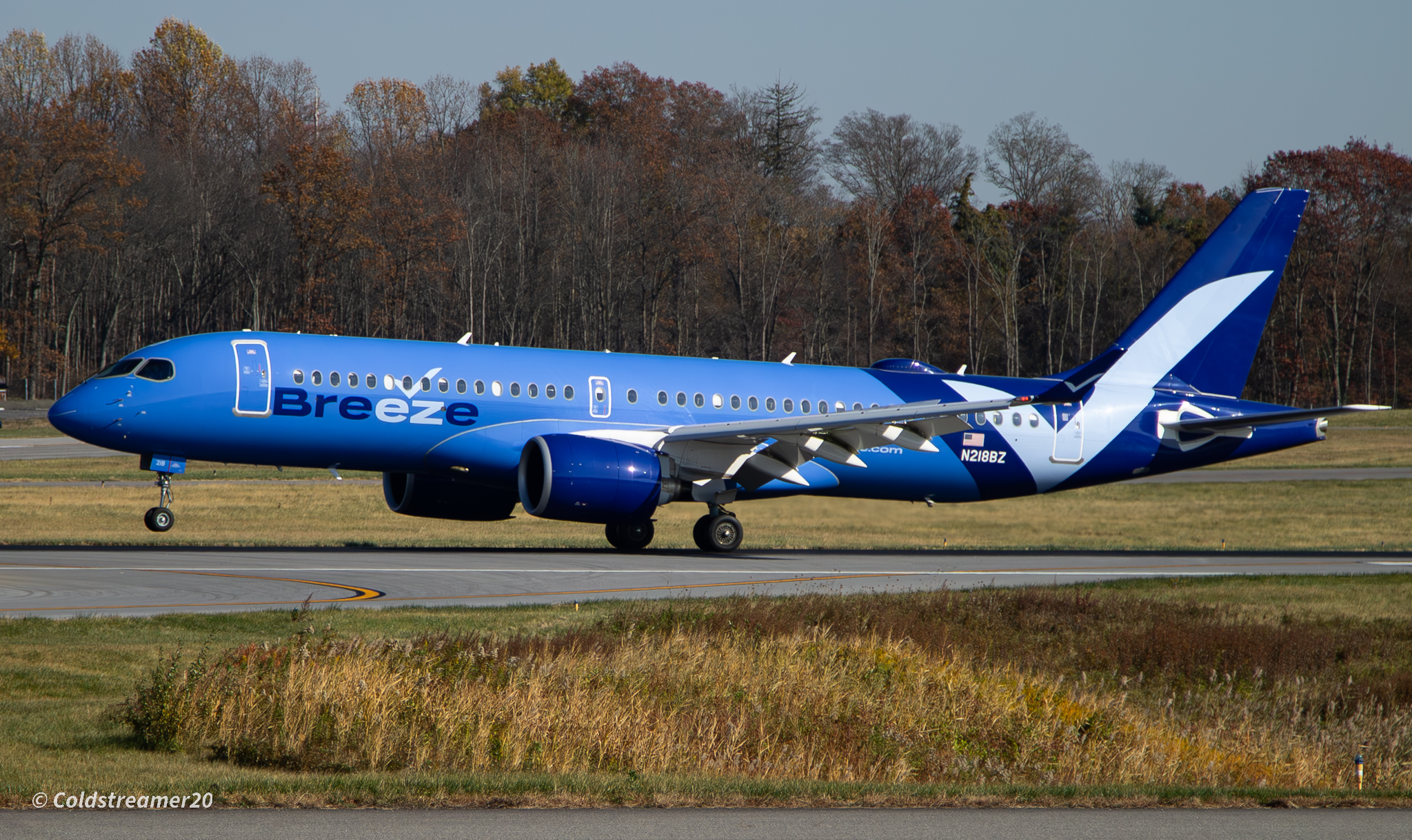
Airbus A220 der Breeze Airways, 2023

Die Fluggesellschaft wurde von David Neeleman gegründet. Im Juli 2018 wurde eine Absichtserklärung über 60 Airbus A220 unterzeichnet. Ursprünglich als Moxy gegründet, wurde das Projekt im Februar 2020 umbenannt. Zuerst wurden jedoch Embraer 190 und Embraer 195 übernommen. Der kommerzielle Flugbetrieb wurde am 27. Mai 2021 mit dem Flug einer Embraer 195 von Tampa nach Charleston aufgenommen. Am 25. Mai 2022 wurde der erste kommerzielle Flug mit einem Airbus A220-300 durchgeführt.

## Flugziele
Breeze Airways bedient ausschließlich Strecken innerhalb der USA, die auf der Website der Airline als „unterversorgt“ bezeichnet werden. In einem Interview sagte Gründer David Neeleman, dass in der Zukunft auch Flüge nach Kanada, Mexiko sowie saisonale Flüge nach Irland interessant für die Airline seien.

## Flotte
Mit Stand Mai 2025 besteht die Flotte der Breeze Airways aus 53 Flugzeugen mit einem Durchschnittsalter von 5,8 Jahren:
| Flugzeugtyp     | Anzahl | bestellt | Anmerkungen                                        | Sitzplätze (First Class/Extra Legroom/Standard) | Durchschnittsalter |
| --------------- | ------ | -------- | -------------------------------------------------- | ----------------------------------------------- | ------------------ |
| Airbus A220-300 | 40     | 50       |                                                    | 126 (36/10/80)                                  | 2,0 Jahre          |
| Embraer 190     | 10     |          |                                                    | 108 (-/48/60)                                   | 17,9 Jahre         |
| Embraer 195     | 03     |          | Wurden teilweise von Azul Linhas Aéreas übernommen | 118 (-/22/96)                                   | 16,5 Jahre         |
| Gesamt          | 53     | 50       |                                                    |                                                 | 5,8 Jahre          |

## Belege
1. ↑  Meet Breeze Airways. In: flyBreeze.com. Abgerufen am 7. August 2022 (englisch).
2. ↑  Aus Moxy wird Breeze Airways. In: aeroTELEGRAPH. 7. Februar 2020, abgerufen am 27. April 2021 (Schweizer Hochdeutsch).
3. ↑  Breeze Airways beschafft sich zusätzliche 200 Millionen. In: aeroTELEGRAPH. 19. August 2021, abgerufen am 7. August 2022 (Schweizer Hochdeutsch).
4. ↑  Exciting: Breeze Airways Completes Its Inaugural Flight. In: Simple Flying. 27. Mai 2021, abgerufen am 7. August 2022 (englisch).
5. ↑  Breeze Airways startet Flüge mit Airbus A220. In: aeroTELEGRAPH. 27. Mai 2022, abgerufen am 7. August 2022 (Schweizer Hochdeutsch).
6. ↑  flybreeze: Our Destinations. In: flybreeze. Abgerufen am 18. Oktober 2023 (englisch).
7. ↑  Breeze Airways. Abgerufen am 29. November 2023.
8. ↑  Redaktion: Breeze Airways bereitet saisonale Flüge nach Irland vor. In: aeroTELEGRAPH. 29. November 2023, abgerufen am 29. November 2023 (Schweizer Hochdeutsch).
9. ↑  Breeze Airways Fleet Details and History. In: planespotters.net. 16. Mai 2025, abgerufen am 18. Mai 2025 (englisch).
10. ↑  Airbus: Orders and Deliveries. In: airbus.com. 31. März 2024, abgerufen am 14. April 2024 (englisch).
11. ↑  Our Aircraft. In: flyBreeze.com. Abgerufen am 7. August 2022 (englisch).